# Giuseppe Baini
Giuseppe Baini (né le 21 octobre 1775 à Rome et mort le 21 mai 1844 dans la même ville) est un compositeur et un chef de chœur italien.

## Biographie
Directeur de la chapelle pontificale, fervent continuateur du style et en fait du langage musical contrapuntique de Palestrina, Giuseppe Baini compose de nombreux morceaux à usage liturgique ou à destination des offices religieux, et rédige des ouvrages dans lesquels il inclut ses recherches sur la musique des siècles qui l’ont précédé.

## Œuvres
- Miserere
- Dies iræ
- Panis angelicus

## Écrits
- Essai sur l'identité du rythme poétique et musical (1820)
- Mémoires sur la vie et les œuvres de Palestrina (1828)